# Liolaemus hauthali
Liolaemus hauthali — вид ігуаноподібних ящірок родини Liolaemidae. Ендемік Аргентини. Вид названий на честь німецького геолога Рудольфа Хауталя. Описаний у 2021 році.

## Поширення і екологія
Liolaemus hauthali відомі з типової місцевості, розташованої в провінції Ла-Ріоха, на висоті 3166 м над рівнем моря.